# Leptotyphlops aethiopicus
Leptotyphlops aethiopicus — вид змій родини струнких сліпунів (Leptotyphlopidae). Мешкає в Ефіопії і Кенії.

## Поширення і екологія
Leptotyphlops aethiopicus мешкають в горах Ефіопського нагір'я на схід від Великої рифтової долини, а також спостерігалися на горі Марсабіт на півночі Кенії. Вони живуть в напівпосушливих рідколіссях та на сухих високогірних луках, на висоті від 1500 до 2100 м над рівнем моря. Ведуть риючий спосіб життя. Відкладають яйця.